# Église Saint-Saturnin de Camarsac
Pour les articles homonymes, voir Église Saint-Saturnin.
L'église Saint-Saturnin est une église catholique située dans la commune de Camarsac, dans le département de la Gironde.

## Localisation
L'église se trouve au centre du village, au sud de la route départementale D936.

## Historique et description de l'église
L'église, dédiée à saint Saturnin, date du XIIe siècle. L'abside et le chœur sont les seuls restes de l'édifice primitif roman. La nef et la façade occidentale sont de style gothique et datent du XIIIe siècle. 
| - La nef vers l'est - La nef vers l'ouest |

| - L'archivolte du portail |

| - Le portail - Clocher-mur |

Le bâtiment se compose d'un clocher-mur barlong à deux baies et d'une nef, sans bas-côtés, d'un chœur à une travée et une abside à cinq pans. La longueur intérieure est de 16 m (10,30 m pour la nef et 5,70 m pour le chœur). Sa largeur est de 6,18 m et la hauteur du recouvrement est de 7,90 m pour la nef et 6,70 m pour le chœur.
Le portail est formé d’une archivolte retombant sur des piédroits où alternent des colonnettes à demi engagées et des moulures. Des chapiteaux très simples, ornés de feuilles, surmontent ces colonnettes. Le seul décor sculpté est un bandeau de feuillages sur une console retombant à l’extérieur de l’archivolte.
L'abside et le chœur ont été exhaussés et fortifiés au XVIe siècle pendant les guerres de religion. Les percements aménagés dans cette surélévation étaient destinés, selon Léo Drouyn, à laisser passer les canons des armes à feu.
Le porche, devant le portail occidental, et la sacristie, plaquée contre la façade nord de l'abside, ont été ajoutés au XVIIIe siècle.
L'église a été fermée après la révolution de 1789.
En 1835, le conseil de fabrique et la municipalité s'accordent pour aliéner un pré et une grange qui servait avant la Révolution à serrer les dîmes, le montant de la vente devait couvrir les frais de restauration de l'église.
En 1844, la foudre tombe sur le clocher et le traverse dans toute sa longueur, les pierres roulent sur la toiture, il pleut dans l'église. Les cloches sont interdites pour cause de danger.
La cloche est refondue en 1920, par l'entreprise Emmanuel Barbe, Forges et Fonderie de Marine à Cenon ; elle porte l'inscription « E . BARBE FONDEUR 1552 - 1920 SAN - CR1ST.L1 ».  Sa sonorité est de médiocre qualité.
L'église est électrifiée en 1935.
L'édifice est inscrit au titre des monuments historiques par arrêté du 10 décembre 1925.

## La sculpture romane
Tout l'héritage roman se trouve sur le chevet. Les photographies ci-dessous, de Jean-Auguste Brutails, montrent l'extérieur de l'église à la fin du XIXe siècle (circa 1896).
|  |

| - Les arcatures - L'arcature de la nef nord, cachée par la sacristie. |

L'abside est constituée de cinq compartiments séparés de colonnes semi-engagées où alternent doubles arcatures brisées avec baies aveugles et trois baies étroites simples, également avec arcature brisée. 
Chaque compartiment est divisé en deux par un cordon à billettes qui court autour du chevet au niveau des bases des baies.
Les colonnes de séparation entre les compartiments alternent en simple et double.
Une sacristie, construite contre la nef nord au XVIIIe siècle cachait une partie basse de l'arcature. Lors de la restauration de 1995, ces arcatures et colonnes ont été dégagées et sont visibles aujourd'hui à l'intérieur de la sacristie.
|  |

À l'intérieur de l'abside, la sculpture romane est disposée comme à l'extérieur : doubles arcatures brisées avec baies aveugles et trois baies étroites simples, également avec arcature brisée.
Les deux colonnes de l'arc triomphal existent toujours, mais pas d'arc. Selon Madame Ballion, Architecte du patrimoine, qui a étudié toute l’église en 1995, il n’y a jamais eu d’arc triomphal.
Les corbeilles des chapiteaux sont décorées avec des feuillages relativement simples.
La corniche
On trouve trois styles de modillons supportant la corniche : 
|  |

|  |

|  |

|  |

- Les modillons « modernes », de simples blocs de pierre non sculptés, que l'on trouve au nord et au sud de la nef. Ils datent de l'époque du rehaussement de l'église au XVIe siècle.
- Les modillons « classiques », qui reprennent les thèmes typiques de l'art roman : figure humaine, barillet, etc. (voir iconographie des modillons romans pour plus d'information). Il ne reste que trois modillons de ce style.
- Les modillons « abstraits » qui présentent une stylisation géométrique délibérée (animal au museau triangulaire, visage humain tirant la langue représenté par quelques traits incisés dans la pierre, etc.). En dépit du style archaïque, la sculpture n'est pas antérieure au XIIe siècle. Ce style de modillon est unique en Gironde.

Les chapiteaux de la corniche sont incisés plutôt que modelés et recouverts de motifs abstraits.

## L'intérieur
| - Vitrail chœur Nord - Vitrail chœur Est - Vitrail chœur Sud - Vitrail nef Sud |

Vitraux
- Le chœur est éclairé par trois vitraux, œuvre d'Émile Thibaud, maître-verrier de Clermont-Ferrand. Ils sont datés de 1867.
- Le vitrail du mur sud de la nef, a été réalisé par Bernard Fournier, maître verrier à Bordeaux, en novembre 2002. Il contient, en partie haute, un médaillon central ou rondel, de forme circulaire, qui date du XVIe siècle. Il est le seul exemple girondin d’une forme de vitrail très usité à la fin du Moyen Âge.

|  |

L'artiste a mis en scène, dans un décor extérieur, une femme nimbée, debout, présentant de sa main gauche un livre et de la main droite une épée, tandis qu’un homme barbu, tenant un sceptre, est étendu à ses pieds. En arrière-plan on voit une citadelle fortifiée, agrémentée de tours, l'une d'elles est surmontée d'un homme brandissant un étendard.
Il s'agit d'une représentation de sainte Catherine. Le nimbe est l'attribut de sa sainteté ; l’épée qui servit à son martyre et le livre le symbole de son érudition face aux philosophes envoyés par Maxence, l'empereur romain. (On trouve une représentation semblable sur le tabernacle). L'homme vaincu, étendu par terre est Maxence.
Le style de la peinture sur verre indique une date de fabrication du XVe siècle. Quant à son origine, il est quasi-certain de ne pas être l'église Saint-Saturnin ; c'est peut-être un vestige d'un vitrail du château de Camarsac. Malheureusement, aucune description de l'origine du rondel ne nous est parvenue. Il est inclus dans un vitrail moderne réalisé par Bernard Fournier, maître verrier à Bordeaux, en novembre 2002.

### Le mobilier
- Tabernacle

| - Le Tabernacle. |

| - La chaire. - Le crucifix. |

Le tabernacle, en bois doré et peint, date du XVIIe siècle et a été classé aux Monuments Historiques en 1971. Il comporte plusieurs niveaux, ornés de reliefs et de sculptures.
Sur un soubassement décoré de rinceaux en relief, disposés de part et d’autre d’une tête d’ange encadrée de ses ailes.
Le corps central du tabernacle est en nette saillie par rapport aux deux ailerons. 
Au premier niveau, sur la porte qui abrite le ciboire se trouve le Bon-Pasteur = Jésus, suivi, au niveau médian, par la colombe représentant le Saint-Esprit et Dieu le Père. Le niveau supérieur met en évidence la Croix et le tout est dominé par le personnage du 'Précurseur' = saint Jean le Baptiste.
De chaque côté du tabernacle, les ailerons présentent eux-mêmes plusieurs niveaux : sur son soubassement simple, le registre consacré aux images des saints offre, dans une organisation claire, un décor particulièrement soigné où se retrouvent tous les motifs décoratifs de l’art baroque. L’identification des différents personnages n'est pas complètement certaine.
À droite, se trouvent saint Laurent, qui tient une plume dans sa main droite (car au XVIe siècle il était parfois représenté avec une plume d'oie pour signaler son érudition) et saint Jean-Baptiste, facilement identifiable par ses vêtements et l'agneau.
À gauche, on trouve une représentation traditionnelle de sainte Catherine tenant l'épée avec laquelle elle a finalement été décapitée. Le quatrième personnage est parfois supposé être saint Paul.
Le couronnement de chaque aileron se compose de trois éléments : un personnage en buste dans un encadrement à fronton orné de vases, entouré de figures d’anges. À gauche une représentation masculine, peut-être Joseph, et à droite une représentation féminine, peut-être Marie.
- Une chaire en pierre calcaire, datée de 1677, est installée dans la nef.

- Le crucifix, en bois polychrome, date du XVIIe siècle.

- Les fonts baptismaux construits hors de l'église, dans un local attenant auquel on accède par une porte située dans le mur de la nef, près de la chaire, comportaient une piscine de 2,60 mètres x 1,95 mètre, récemment comblée.

|  |

- Dans l'entrée une pietà du XVe siècle, a été classée[5] à titre d'objet en 1974. Le style de la sculpture est très naïf et n'est pas l’œuvre d'un sculpteur attitré, mais celle d'un tailleur de pierre. Probablement celui qui a construit la croix de cimetière du XVe siècle.

La base du fût d'une croix monumentale, parfois exposée dans l'entrée près de la Pietà, est actuellement posée au pied de la croix du cimetière. Ces deux sculptures proviennent, très probablement, de la face Est et de la base d'une croix de cimetière qui précédait la croix de cimetière actuelle.
|  |

- Autrefois, le bénitier en pierre était près de l'entrée de l'église, mais à l'extérieur de celle-ci.

La vasque, sur un piédestal à décor simple, comporte une décoration semblable au coquillage du mollusque 'bénitier'.
Sur la face principale du bénitier se trouvent deux étoiles à cinq pointes, incisées dans des disques circulaires et qui encadrent une sculpture, peut-être, d'un visage humain auréolé, ou d'un cœur ? L’interprétation n'est pas évidente.
Également, en bas de la façade, sont incisées les lettres grecques majuscules : Alpha et Oméga (la lettre Oméga est retournée de 90°, une erreur assez fréquente sur des pierres sculptées par des maçons illettrés), qui trouve son interprétation dans le Nouveau Testament, les Révélations de saint Jean 21:6 : Tout est réalisé désormais. Je suis l'alpha et l'oméga, le commencement et la fin. Moi, je donnerai gratuitement à celui qui a soif l'eau de la source de vie (…).
Les toiles
Dans l'église se trouvent quatre peintures sur toile, toutes du XIXe siècle. 
| - Saint-Saturnin - Le miracle de Saint Pierre |

| - La Vierge au croissant - Vierge à l'Enfant |

- Saint Saturnin, d'un artiste inconnu du XIXe siècle. Le saint, habillé en évêque, indique de la main droite le lieu de son martyre sur les marches du Capitole de Toulouse.
- Saint Pierre guérissant le paralytique. Une œuvre du peintre bordelais Ulysse Douard[6], de 1866.
- La Vierge à l'Enfant au croissant de lune[7], peint par Balzarini à Rome en 1861, d’après un original au musée du Vatican de («Vierge à l'Enfant sur un croissant de lune», peint par Giovanni Battista Salvi vers 1650.
- Une Vierge à l'Enfant, d'un artiste inconnu du XIXe siècle. Il est possible que le tableau soit une copie de Vierge à l'Enfant de Simon Vouet.

## L'extérieur

### Les cadrans canoniaux
Sur le mur sud de la nef se trouvent les vestiges de trois cadrans canoniaux, assez érodés, datant probablement du XIIe siècle ou XIIIe siècle.
| - Le Cadran canonial A - Position du Cadran canonial A |

| - Le Cadran canonial B - Position du Cadran B |

| - Le Cadran canonial C - Position du Cadran C |

- A : Entre le premier contrefort et la fenêtre, 4 lignes rayonnantes formant 4 secteurs égaux.
- B : Sur la premier contrefort, 9 lignes formant 8 secteurs inégaux ; sexte est prolongée en bas.
- C : Sous la première fenêtre, 5 lignes formant 4 secteurs égaux.

On trouve des cadrans canoniaux sur plusieurs églises dans les communes voisines : l'église Saint-Martin de Pompignac ; l'église Saint-Martin du Pout et l'église Saint-Vincent de Croignon.
- Cadrans canoniaux en Gironde sur Commons

### Les croix
Sur la commune de Camarsac il y a trois croix monumentales : une croix de cimetière ; une croix de chemin et une croix de mission.
|  |

| - Croix de chemin |

- La croix de cimetière est inscrite[8] à l'Inventaire général du patrimoine culturel. La situation décrite par les fiches des Monuments Historiques est confuse[9].

La croix de cimetière actuelle comporte : un socle cubique sculpté, de toute évidence, beaucoup plus ancien que le fût de section carrée surmonté d'une croix qui porte la date de 1613 et l'inscription IHS (IHΣOYΣ = nom de Jésus en grec) sur la face occidentale.
Sur la face orientale il y a un renfoncement avec percement pour tenon, qui était probablement l'emplacement, comme était la tradition, d'une Vierge à l'Enfant, aujourd'hui disparue.
Les sculptures du socle sont érodées, mais on distingue facilement des masques humains aux quatre coins et sur la face nord se trouve également un animal, très probablement un lion, avec queue rentrée et qui crache des rinceaux. Le style de ces sculptures est celui du XIIe siècle.
Très probablement, le socle date de l'origine de l'église dont le fût et la croix, au cours des siècles, ont été remplacés. La pietà, qui se trouve aujourd'hui à l'intérieur du porche et le vestige de base du fût, aujourd'hui placée à côté du socle, sont probablement les vestiges de la croix de cimetière du XVe siècle. Le fût actuel semble être du XIXe siècle et la croix du XVIIe siècle.
- Depuis le XVIIIe siècle une croix de chemin[10], au lieu-dit Pichon, à l'angle des rues Maurice Teycheney et Henri Dorgan. Cette croix, détruite à la suite d'un accident, a été refaite à l'identique en 2014 par la municipalité.

- Croix de mission[11] datant du XIXe siècle. Cette croix se trouve dans le jardin de l'ancien presbytère, à quelques centaines de mètres de l'église et aujourd'hui propriété privée.

La construction du presbytère, par les habitants de la paroisse, a été ordonnée par un arrêt de la cour du 18 août 1616. Le presbytère était loué aux différents curés de Camarsac. En 1906 le conseil municipal expulse le curé Morin aux motifs qu'il était antipathique à la majorité de la population ! Depuis le presbytère a été vendu par la commune et est devenu une propriété privée.

## Les actions de restauration
Depuis de nombreuses années, l'Association pour la Restauration et la Sauvegarde de l'église de Camarsac (A.R.S.E.C.), avec le concours de la commune et du Conseil Général de la Gironde, a entrepris une restauration de l'édifice par tranches successives.